# Хелльберг, Сет
Бенгт Сет Канте Хелльберг (швед. Bengt Seth Kanteh Hellberg; род. 19 августа 1995, Швеция) — либерийский и шведский футболист, полузащитник клуба «Браге».

## Клубная карьера
Является воспитанником «Броммапойкарны», в котором прошёл весь путь от детских команд до основной. Перед сезоном 2014 года подписал с клубом первый контракт сроком на три года. Дебютировал за основной состав клуба в чемпионате Швеции 5 апреля в игре первого тура с «Фалькенбергом», появившись на поле на 72-й минуте. По итогам сезона клуб занял последнее место в турнирной таблице и вылетел в Суперэттан, а год спустя — в первый дивизион.
15 февраля 2017 года присоединился к «Сюрианске», с которой заключил двухлетний контракт. Первую игру за команду в Суперэттане провёл 2 апреля 2017 года против «Дегерфорса». По окончании сезона вместе с командой вылетел в первый дивизион. За два года, проведённых в клубе, принял участие в 58 играх, в которых забил 14 мячей.
23 января 2019 года перешёл в «Браге», заключив с клубом контракт, рассчитанный на два года. Впервые в футболке нового клуба появился 16 февраля 2019 года в матче группового этапа кубка страны с «Хеккеном». В июне 2020 года продлил контракт с клубом до конца 2022 года.

## Карьера в сборной
В августе 2019 года получил вызов в национальную сборную Либерии на сентябрьские отборочные матчи к чемпионату мира 2022 года со сборной Сьерра-Леоне. В её составе дебютировал в домашнем матче, состоявшемся 4 сентября, появившись на поле в стартовом составе.

## Клубная статистика
| Выступление      | Выступление      | Выступление      | Лига | Лига | Кубки | Кубки | Конт. кубки | Конт. кубки | Разное | Разное | Итого | Итого |
| Клуб             | Лига             | Сезон            | Игры | Голы | Игры  | Голы  | Игры        | Голы        | Игры   | Голы   | Игры  | Голы  |
| ---------------- | ---------------- | ---------------- | ---- | ---- | ----- | ----- | ----------- | ----------- | ------ | ------ | ----- | ----- |
| Броммапойкарна   | Алльсвенскан     | 2014             | 9    | 0    | 0     | 0     | 0           | 0           | 0      | 0      | 9     | 0     |
| Броммапойкарна   | Суперэттан       | 2015             | 26   | 8    | 4     | 0     | 0           | 0           | 0      | 0      | 30    | 8     |
| Броммапойкарна   | Дивизион 1       | 2016             | 5    | 0    | 0     | 0     | 0           | 0           | 0      | 0      | 5     | 0     |
| Броммапойкарна   | Итого            | Итого            | 40   | 8    | 4     | 0     | 0           | 0           | 0      | 0      | 44    | 8     |
| Сюрианска        | Суперэттан       | 2017             | 22   | 2    | 1     | 1     | 0           | 0           | 0      | 0      | 23    | 3     |
| Сюрианска        | Дивизион 1       | 2018             | 29   | 9    | 4     | 1     | 0           | 0           | 2      | 1      | 35    | 11    |
| Сюрианска        | Итого            | Итого            | 51   | 11   | 5     | 2     | 0           | 0           | 2      | 1      | 58    | 14    |
| Браге            | Суперэттан       | 2019             | 28   | 1    | 3     | 0     | 0           | 0           | 2      | 0      | 33    | 1     |
| Браге            | Суперэттан       | 2020             | 18   | 5    | 2     | 1     | 0           | 0           | 0      | 0      | 20    | 6     |
| Браге            | Суперэттан       | 2021             | 19   | 2    | 1     | 0     | 0           | 0           | 0      | 0      | 20    | 2     |
| Браге            | Суперэттан       | 2022             | 22   | 2    | 2     | 0     | 0           | 0           | 0      | 0      | 24    | 2     |
| Браге            | Итого            | Итого            | 87   | 10   | 8     | 1     | 0           | 0           | 2      | 0      | 97    | 11    |
| Всего за карьеру | Всего за карьеру | Всего за карьеру | 178  | 29   | 17    | 3     | 0           | 0           | 4      | 1      | 199   | 33    |

## Статистика в сборной
| Матчи и голы Сета Хелльберга за национальную сборную Либерии | Матчи и голы Сета Хелльберга за национальную сборную Либерии | Матчи и голы Сета Хелльберга за национальную сборную Либерии | Матчи и голы Сета Хелльберга за национальную сборную Либерии | Матчи и голы Сета Хелльберга за национальную сборную Либерии | Матчи и голы Сета Хелльберга за национальную сборную Либерии |
| №                                                            | Дата                                                         | Оппонент                                                     | Счёт                                                         | Голы                                                         | Соревнование                                                 |
| ------------------------------------------------------------ | ------------------------------------------------------------ | ------------------------------------------------------------ | ------------------------------------------------------------ | ------------------------------------------------------------ | ------------------------------------------------------------ |
| 1                                                            | 4 сентября 2019                                              | Сьерра-Леоне                                                 | 3:1                                                          | 0                                                            | Отборочные матчи ЧМ-2022                                     |
| 2                                                            | 8 сентября 2019                                              | Сьерра-Леоне                                                 | 0:1                                                          | 0                                                            | Отборочные матчи ЧМ-2022                                     |
| 3                                                            | 11 июня 2021                                                 | Мавритания                                                   | 0:1                                                          | 0                                                            | Товарищеский матч                                            |
| 4                                                            | 14 июня 2021                                                 | Ливия                                                        | 1:0                                                          | 0                                                            | Товарищеский матч                                            |
| 5                                                            | 7 октября 2021                                               | Кабо-Верде                                                   | 1:2                                                          | 0                                                            | Отборочные матчи ЧМ-2022                                     |
| 6                                                            | 13 ноября 2021                                               | Нигерия                                                      | 0:2                                                          | 0                                                            | Отборочные матчи ЧМ-2022                                     |
| 7                                                            | 16 ноября 2021                                               | ЦАР                                                          | 3:1                                                          | 0                                                            | Отборочные матчи ЧМ-2022                                     |
| 8                                                            | 24 марта 2022                                                | Бенин                                                        | 0:4                                                          | 0                                                            | Товарищеский матч                                            |
| 9                                                            | 27 марта 2022                                                | Сьерра-Леоне                                                 | 0:1                                                          | 0                                                            | Товарищеский матч                                            |
| 10                                                           | 29 марта 2022                                                | Бурунди                                                      | 1:2                                                          | 0                                                            | Товарищеский матч                                            |

Итого:10 матчей и 0 голов; 3 победы, 0 ничьих, 7 поражений.